# 安国寺 (綾部市)
安国寺（あんこくじ）は、京都府綾部市（丹波国）にある臨済宗東福寺派の寺院。山号は景徳山。

## 創建
正暦4年（993年）に光福寺として創建。上杉氏の菩提寺となった。足利将軍家による安国寺利生塔となり、景徳山安国寺と改めた。

## 文化財

### 重要文化財
- 木造釈迦如来及び両脇侍坐像
- 木造地蔵菩薩半跏像
- 天庵和尚入寺山門疏（絹本）
- 安国寺文書（74通）5巻3幅（附 同文書写1冊）・安国寺境内図1幅

## 所在地
上杉町の南の方にある。元来この地は上杉氏ゆかりの地である丹波国何鹿郡上杉荘の一部であった。